# Rouzède
Rouzède (Rauseda en limousin, dialecte occitan) est une commune du Sud-Ouest de la France, située dans le département de la Charente (région Nouvelle-Aquitaine).
Ses habitants sont les Rouzédois et les Rouzédoises.

## Géographie

### Localisation et accès
Rouzède est une commune de la Charente limousine, proche du Périgord vert, située à 6 km au nord-est de Montbron et 32 km à l'est d'Angoulême. Elle fait partie du canton de Montbron.
Elle est aussi à 7 km au nord-ouest de Bussière-Badil et 8 km au sud de Montembœuf.
La commune est bordée à l'ouest par la D 16, route de Montmoreau à Confolens par Montbron et Montembœuf. Des routes départementales de moindre importance traversent la commune et desservent le bourg : la D 112 qui va d'Écuras au sud au Lindois au nord, la D 416 qui va de Montbron à la Prèze vers Roussines, et la D 397 au nord de la commune qui va à l'Arbre.

### Hameaux et lieux-dits
La commune comporte de nombreux hameaux. L'Épardeau à l'extrémité sud, l'Age, Planchas et la Prèze à l'est, la Grelière et l'Arbre au nord, l'Arbre étant en limite avec Mazerolles, et des fermes comme la Séguinie, le Four, Champneuf, la Sébarie, la Péladie, le Baillat, la Ménardie, le Bourny, etc..

### Communes limitrophes
Les communes limitrophes sont Écuras, Le Lindois, Mazerolles, Montbron et Roussines.
| Mazerolles | Le Lindois |           |
|            | Rouzède    | Roussines |
| Montbron   |            | Écuras    |

### Géologie et relief
Comme toute la partie nord-est du département de la Charente qu'on appelle la Charente limousine, la commune appartient géologiquement à la partie occidentale du Massif central, composée de roches cristallines et métamorphiques, relique de la chaîne hercynienne. Elle est toutefois en bordure du Bassin aquitain au sud.
Le nord de la commune est occupé par le micaschiste, se transformant en leucogranite dans la partie orientale. Le sud et les sommets sont occupés par des altérites, et argiles à silex et galets, recouvrant un substrat calcaire du Jurassique inférieur,,,.
La commune est sur le flanc sud du massif de l'Arbre, premier mont du Massif central en venant de l'océan.
Le point culminant de la commune, 351 m, est situé en limite de commune de Mazerolles à l'Arbre, qui a longtemps été considéré comme le point culminant de la Charente.
Le bourg est situé à 235 m d'altitude. Le point le plus bas de la commune est au sud de l'Epardeau, là où le ruisseau de la Renaudie quitte la commune (146 m). Dans ce ravin de la Renaudie montait aussi autrefois depuis Montbron venant d'Angoulême la voie ferrée métrique des Chemins de fer économiques des Charentes qui allait vers Montembœuf et Roumazières.
Comprenant de nombreux prés où paissent les vaches limousines, le nord-est de la commune est cependant assez boisé (châtaigniers, chênes, épicéa).

### Hydrographie

#### Réseau hydrographique

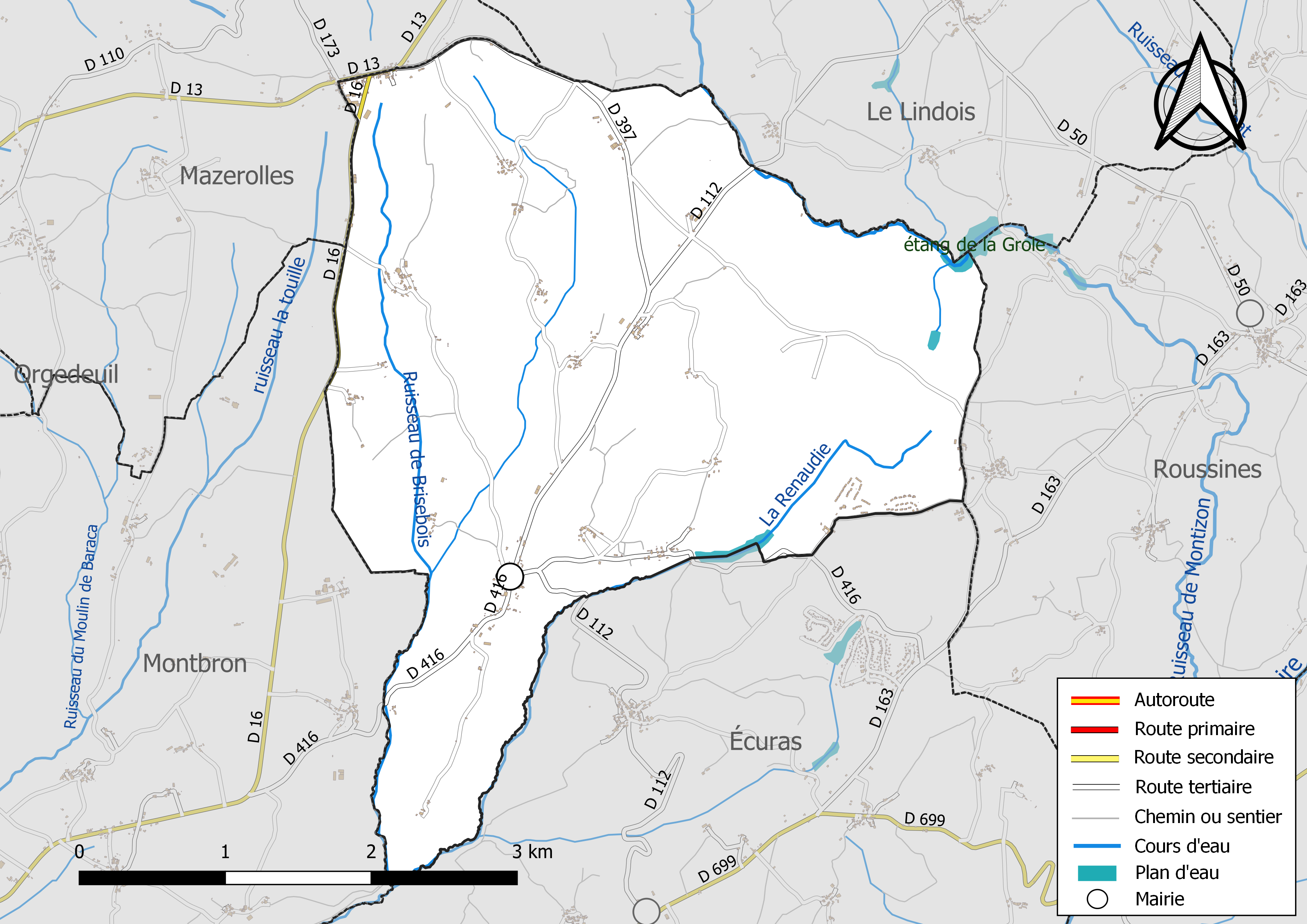
Réseaux hydrographique et routier de Rouzède.

La commune est située dans le bassin versant de la Charente au sein du Bassin Adour-Garonne. Elle est drainée par le ruisseau de Montizon, la Renaudie, le ruisseau de Brisebois et par deux petits cours d'eau, qui constituent un réseau hydrographique de 14 km de longueur totale,.
La commune comprend de nombreux ruisseaux qui descendent du massif de l'Arbre.
La commune est traversée par ces ruisseaux pentus qui naissent sur la commune, coulent vers le sud-ouest et forment la Renaudie, ruisseau qui se jette dans la Tardoire, bassin de la Charente, à Montbron. On peut citer le ruisseau de Brisebois à l'est, et à l'ouest, les ruisseaux des Bonnettes et du Moulin de Baraca. De petites retenues d'eau jalonnent ces ruisseaux, favorisées par le sol imperméable.
La commune est limitée au nord-est par le ruisseau de la Séguinie qui coule vers le sud-ouest vers Roussines et se jette dans l'étang de la Groie, à la limite des deux communes. Ce ruisseau devient ensuite ruisseau de Montizon et se jette aussi dans la Tardoire au sud.

#### Gestion des eaux
Le territoire communal est couvert par le schéma d'aménagement et de gestion des eaux (SAGE) « Charente ». Ce document de planification, dont le territoire correspond au bassin de la Charente, d'une superficie de 9 300 km2, a été approuvé le 19 novembre 2019. La structure porteuse de l'élaboration et de la mise en œuvre est l'établissement public territorial de bassin Charente. Il définit sur son territoire les objectifs généraux d’utilisation, de mise en valeur et de protection quantitative et qualitative des ressources en eau superficielle et souterraine, en respect des objectifs de qualité définis dans le troisième SDAGE  du Bassin Adour-Garonne qui couvre la période 2022-2027, approuvé le 10 mars 2022.

### Climat
Le climat est océanique dégradé. C'est celui de la Charente limousine, plus humide et plus frais que celui du reste du département, avec toutefois une nuance plus méridionale que dans le Confolentais.

## Urbanisme

### Typologie
Au 1er janvier 2024, Rouzède est catégorisée commune rurale à habitat très dispersé, selon la nouvelle grille communale de densité à 7 niveaux définie par l'Insee en 2022.
Elle est située hors unité urbaine et hors attraction des villes,.

### Occupation des sols
L'occupation des sols de la commune, telle qu'elle ressort de la base de données européenne d’occupation biophysique des sols Corine Land Cover (CLC), est marquée par l'importance des territoires agricoles (65 % en 2018), en diminution par rapport à 1990 (65,9 %). La répartition détaillée en 2018 est la suivante : 
prairies (33,7 %), zones agricoles hétérogènes (31,4 %), forêts (31,2 %), espaces verts artificialisés, non agricoles (3,8 %). L'évolution de l’occupation des sols de la commune et de ses infrastructures peut être observée sur les différentes représentations cartographiques du territoire : la carte de Cassini (XVIIIe siècle), la carte d'état-major (1820-1866) et les cartes ou photos aériennes de l'IGN pour la période actuelle (1950 à aujourd'hui).

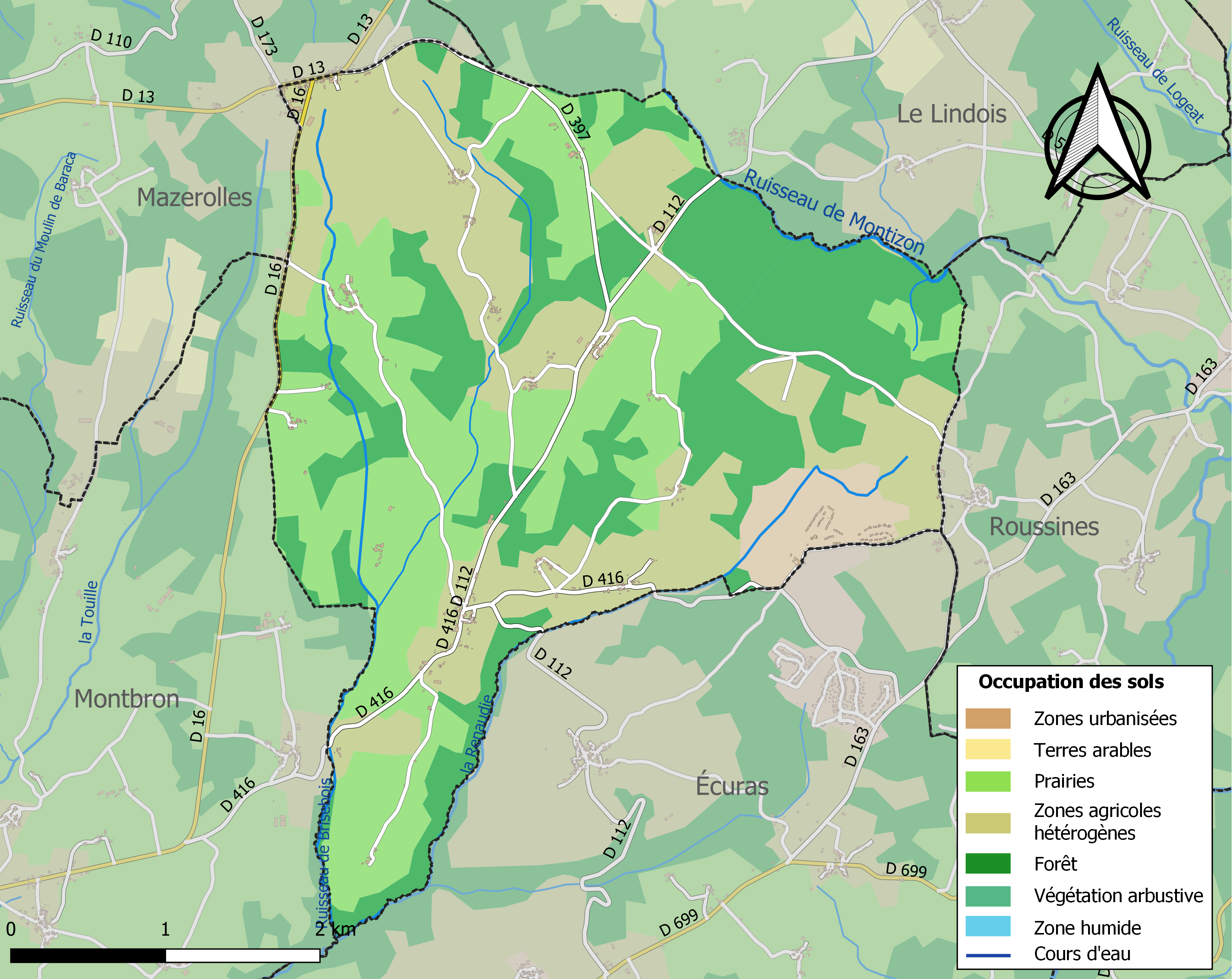
Carte des infrastructures et de l'occupation des sols de la commune en 2018 (CLC).

### Risques majeurs
Le territoire de la commune de Rouzède est vulnérable à différents aléas naturels : météorologiques (tempête, orage, neige, grand froid, canicule ou sécheresse) et séisme (sismicité faible). Il est également exposé à un risque particulier : le risque de radon. Un site publié par le BRGM permet d'évaluer simplement et rapidement les risques d'un bien localisé soit par son adresse soit par le numéro de sa parcelle.

#### Risques naturels

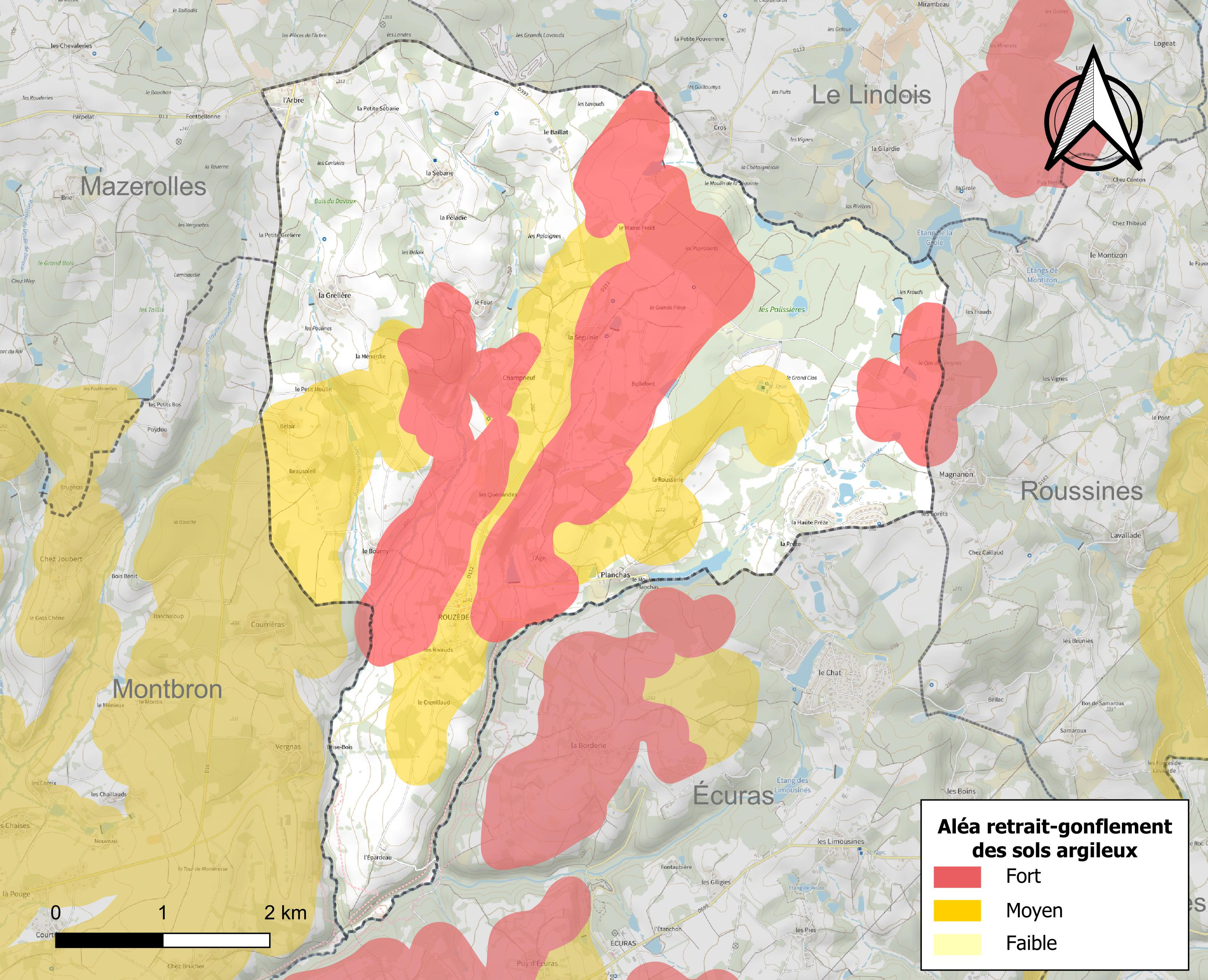
Carte des zones d'aléa retrait-gonflement des sols argileux de Rouzède.

Le retrait-gonflement des sols argileux est susceptible d'engendrer des dommages importants aux bâtiments en cas d’alternance de périodes de sécheresse et de pluie. 49 % de la superficie communale est en aléa moyen ou fort (67,4 % au niveau départemental et 48,5 % au niveau national). Sur les 214 bâtiments dénombrés sur la commune en 2019,  81 sont en aléa moyen ou fort, soit 38 %, à comparer aux 81 % au niveau départemental et 54 % au niveau national. Une cartographie de l'exposition du territoire national au retrait gonflement des sols argileux est disponible sur le site du BRGM,.
Par ailleurs, afin de mieux appréhender le risque d’affaissement de terrain, l'inventaire national des cavités souterraines permet de localiser celles situées sur la commune.
La commune a été reconnue en état de catastrophe naturelle au titre des dommages causés par les inondations et coulées de boue survenues en 1982, 1983 et 1999. Concernant les mouvements de terrains, la commune a été reconnue en état de catastrophe naturelle au titre des dommages causés par la sécheresse en 2005 et 2011 et par des mouvements de terrain en 1999.

#### Risque particulier
Dans plusieurs parties du territoire national, le radon, accumulé dans certains logements ou autres locaux, peut constituer une source significative d’exposition de la population aux rayonnements ionisants. Certaines communes du département sont concernées par le risque radon à un niveau plus ou moins élevé. Selon la classification de 2018, la commune de Rouzède est classée en zone 3, à savoir zone à potentiel radon significatif.

## Toponymie
Une forme ancienne est Rozeda au XIIIe siècle.
Le nom de Rouzède proviendrait indirectement du nom commun d'origine germanique raus qui signifie « roseau » auquel est apposé le suffixe collectif -eta, ce qui correspondrait à rauseta, lieu où poussent les roseaux, et plus directement de l'occitan roseda, roseraie, ou lieu planté de roseaux.

### Dialecte
La commune est dans la partie occitane de la Charente qui en occupe le tiers oriental, et le dialecte est limousin. 
Elle se nomme Rauseda en occitan.

## Histoire
Le Chemin des Anglais, ancienne voie d'Angoulême à Limoges, borde la commune au nord. Des vestiges maçonnés ont été trouvés près de l'Arbre en bordure de cette voie.
Les registres de l'état civil remontent à 1659.
Sous l'Ancien Régime, Rouzède faisait partie avec les paroisses de Mazerolles, Cherves, Châtelars et Suaux de la baronnie de Manteresse, qui a appartenu à Étienne Chérade, comte de Montbron et de Marthon.
Pendant la première moitié du XXe siècle, la commune était desservie par la petite ligne ferroviaire d'intérêt local à voie métrique des Chemins de fer économiques des Charentes allant d'Angoulême à Roumazières par Montbron appelée le Petit Mairat.

## Administration

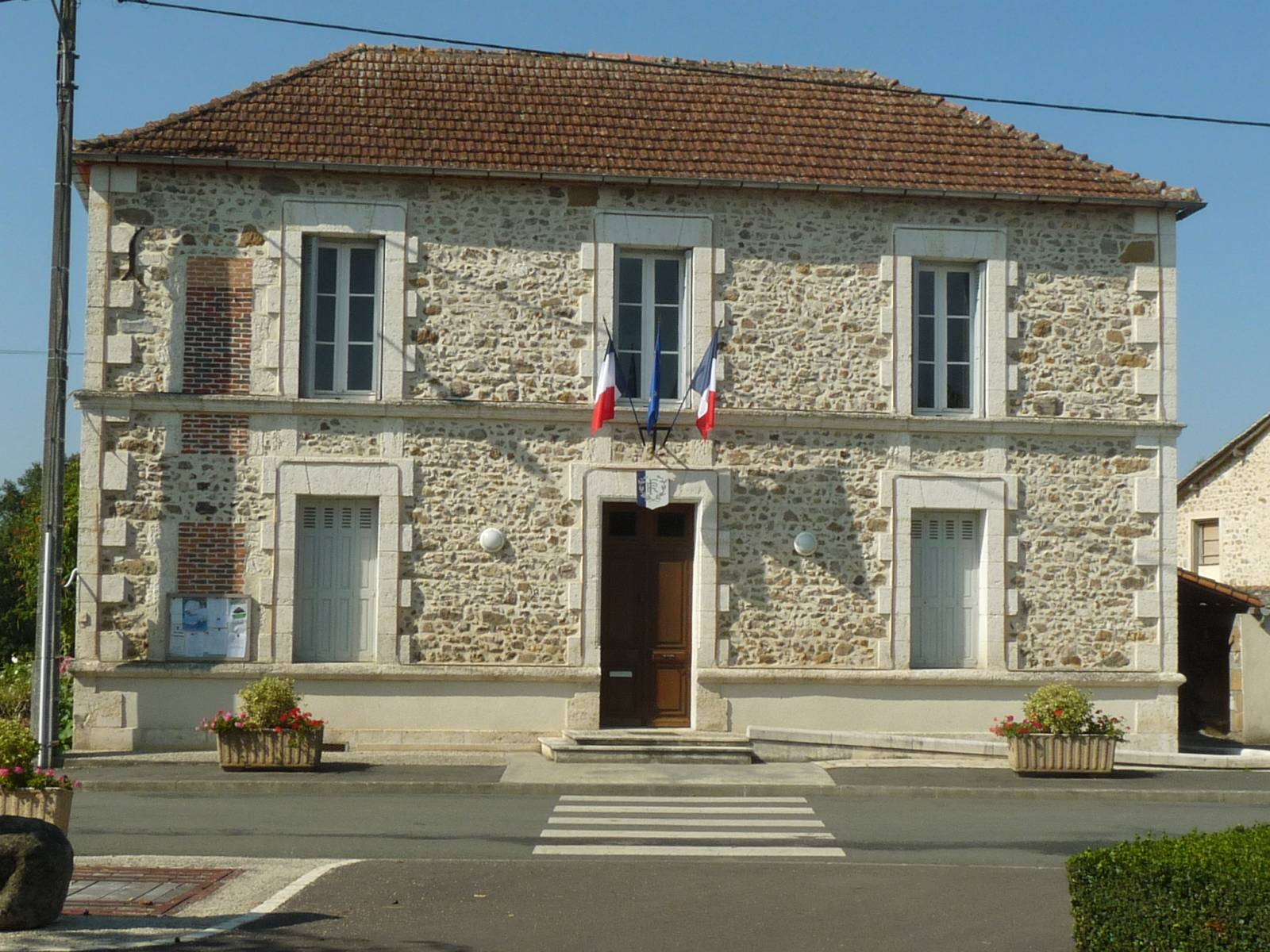
Mairie de Rouzède.

| Période                                  | Période  | Identité     | Étiquette | Qualité |
| ---------------------------------------- | -------- | ------------ | --------- | ------- |
| Les données manquantes sont à compléter. |          |              |           |         |
| depuis 2009                              | En cours | Anne Bernard | SE        | DE      |

## Démographie

### Évolution démographique
L'évolution du nombre d'habitants est connue à travers les recensements de la population effectués dans la commune depuis 1793. Pour les communes de moins de 10 000 habitants, une enquête de recensement portant sur toute la population est réalisée tous les cinq ans, les populations de référence des années intermédiaires étant quant à elles estimées par interpolation ou extrapolation. Pour la commune, le premier recensement exhaustif entrant dans le cadre du nouveau dispositif a été réalisé en 2006.

En 2022, la commune comptait 232 habitants, en évolution de −2,52 % par rapport à 2016 (Charente : −0,48 %, France hors Mayotte : +2,11 %).
| 1793 | 1800 | 1806 | 1821 | 1831 | 1841 | 1846 | 1851 | 1856 |
| ---- | ---- | ---- | ---- | ---- | ---- | ---- | ---- | ---- |
| 660  | 746  | 711  | 837  | 725  | 789  | 772  | 789  | 775  |

| 1861 | 1866 | 1872 | 1876 | 1881 | 1886 | 1891 | 1896 | 1901 |
| ---- | ---- | ---- | ---- | ---- | ---- | ---- | ---- | ---- |
| 763  | 778  | 763  | 755  | 742  | 750  | 726  | 703  | 682  |

| 1906 | 1911 | 1921 | 1926 | 1931 | 1936 | 1946 | 1954 | 1962 |
| ---- | ---- | ---- | ---- | ---- | ---- | ---- | ---- | ---- |
| 654  | 650  | 549  | 518  | 505  | 467  | 459  | 387  | 386  |

| 1968 | 1975 | 1982 | 1990 | 1999 | 2006 | 2011 | 2016 | 2021 |
| ---- | ---- | ---- | ---- | ---- | ---- | ---- | ---- | ---- |
| 353  | 302  | 249  | 234  | 267  | 261  | 232  | 238  | 235  |

| 2022 | - | - | - | - | - | - | - | - |
| ---- | - | - | - | - | - | - | - | - |
| 232  | - | - | - | - | - | - | - | - |

### Pyramide des âges
La population de la commune est relativement âgée.
En 2018, le taux de personnes d'un âge inférieur à 30 ans s'élève à 18,3 %, soit en dessous de la moyenne départementale (30,2 %). À l'inverse, le taux de personnes d'âge supérieur à 60 ans est de 46,4 % la même année, alors qu'il est de 32,3 % au niveau départemental.
En 2018, la commune comptait 126 hommes pour 116 femmes, soit un taux de 52,07 % d'hommes, largement supérieur au taux départemental (48,41 %).
Les pyramides des âges de la commune et du département s'établissent comme suit.
| Hommes | Classe d’âge | Femmes |
| ------ | ------------ | ------ |
| 0,0    | 90 ou +      | 0,9    |
| 18,4   | 75-89 ans    | 17,4   |
| 24,9   | 60-74 ans    | 31,4   |
| 25,8   | 45-59 ans    | 20,2   |
| 11,4   | 30-44 ans    | 13,2   |
| 11,4   | 15-29 ans    | 7,0    |
| 8,2    | 0-14 ans     | 9,8    |

| Hommes | Classe d’âge | Femmes |
| ------ | ------------ | ------ |
| 1      | 90 ou +      | 2,7    |
| 9,2    | 75-89 ans    | 12     |
| 20,6   | 60-74 ans    | 21,3   |
| 20,7   | 45-59 ans    | 20,3   |
| 16,8   | 30-44 ans    | 16     |
| 15,6   | 15-29 ans    | 13,4   |
| 16,1   | 0-14 ans     | 14,3   |

## Économie
Terre traditionnelle d'élevage de vaches limousines, Rouzède semble se tourner résolument vers le tourisme vert, avec des gîtes ruraux, chambres d'hôtes, mais aussi résidences neuves, avec le village hollandais de la Prèze, près de Planchas, situé à côté du village de vacances hollandais du Chat, construit dans les années 1970 dans la commune voisine d'Écuras.
En 2019, Rouzède est également connue localement pour certaines de ses entreprises ; Arbre Construction, entreprise spécialisée dans la construction de bâtiments en bois, et La Ferme de l'Arbre, une entreprise agricole spécialisée dans l'élevage de volailles et de canard plusieurs fois médaillée au Salon de l'agriculture ou au Concours des Saveurs régionales[réf. souhaitée].

## Équipements, services et vie locale

### Enseignement
L'école est un RPI entre Écuras et Rouzède, qui possèdent chacune une école élémentaire. L'école de Rouzède, située au bourg, a une classe unique. Le secteur du collège est Montbron.

## Lieux et monuments
- L'église paroissiale, dédiée à Notre-Dame, est un édifice roman massif à double nef, comme d'autres églises de la région comme Combiers, Édon, ou Grassac. Elle est en partie du XIIe siècle.

Église de Rouzède
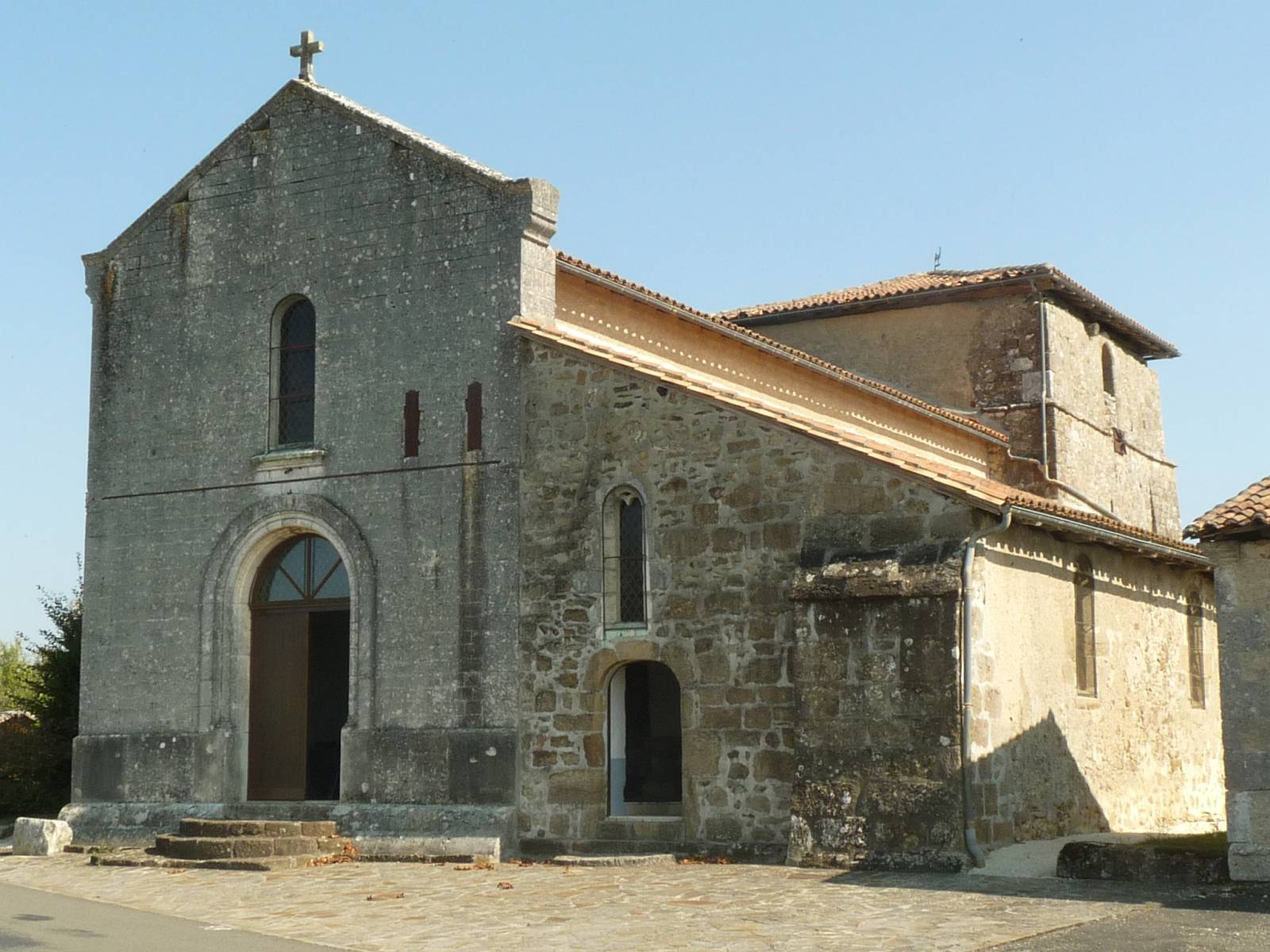
La façade.
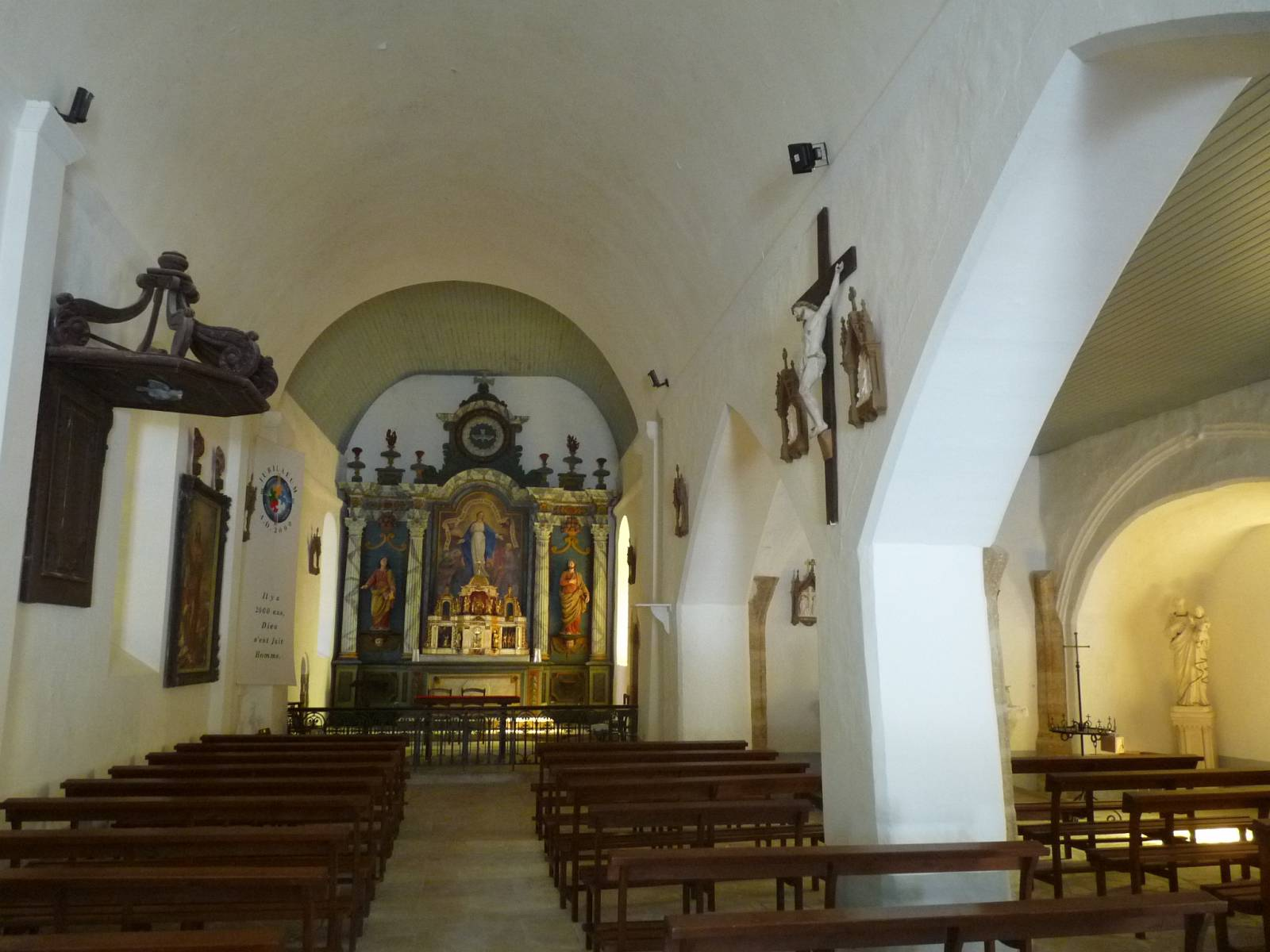
L'intérieur, double nef.
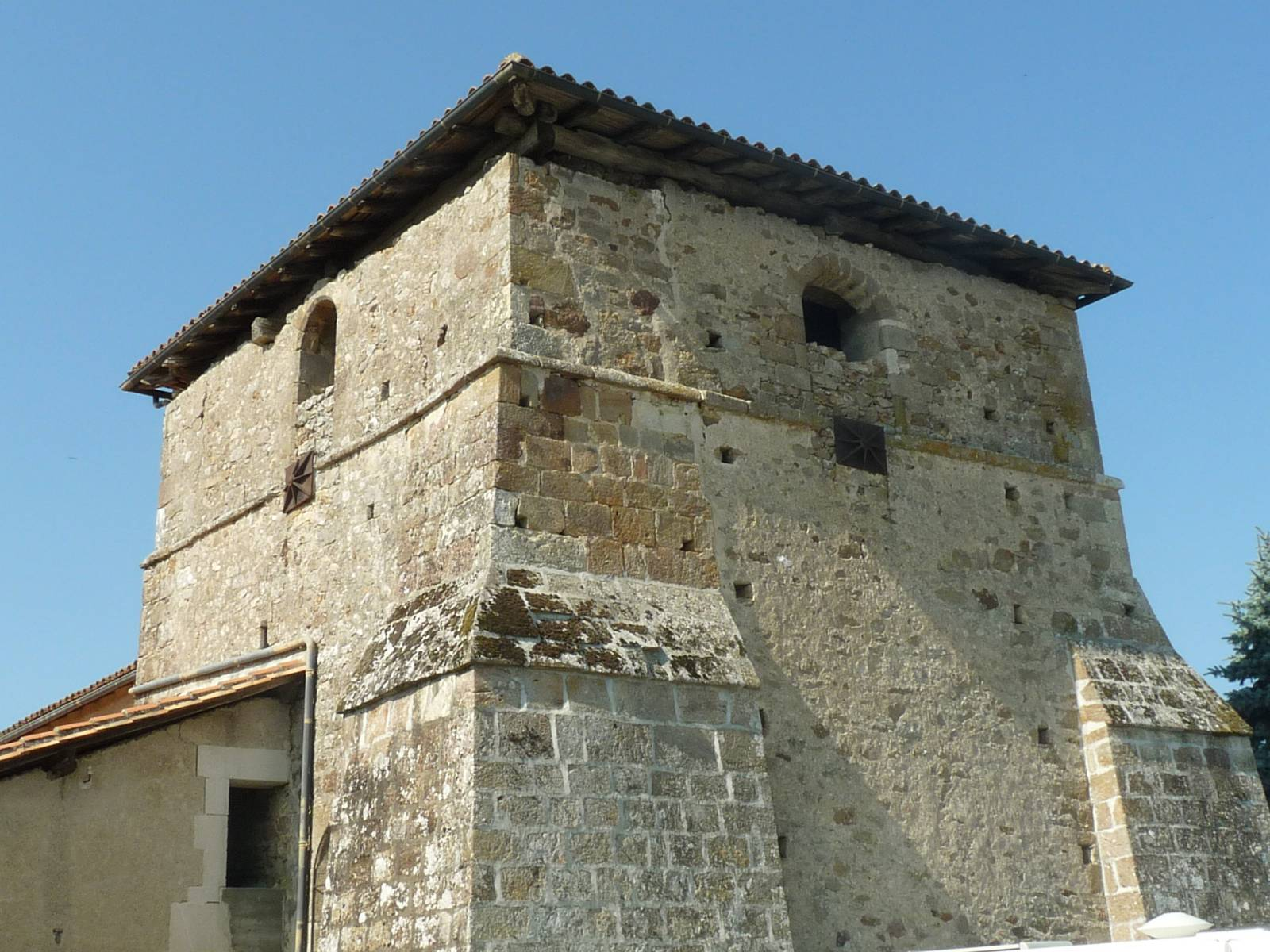
Le clocher, massif.

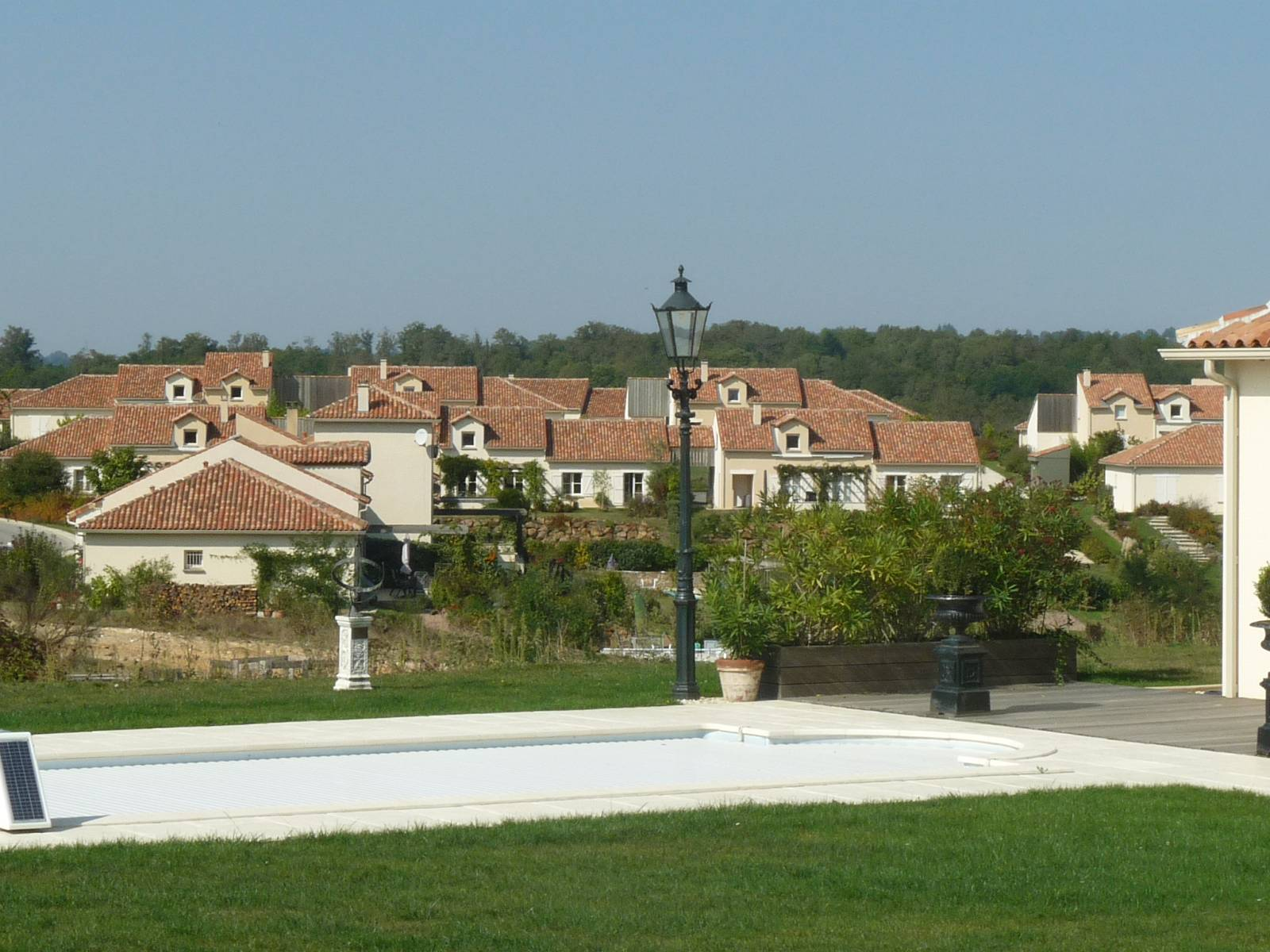
Le village hollandais de la Prèze.

- Le village de la Prèze est un village tout neuf, construit par des entreprises hollandaises pour les estivants, en liaison avec le golf de la Prèze.

- La réserve naturelle régionale de la vallée de la Renaudie.

## Personnalités liées à la commune
- Jacques Guerry-Champneuf (1788-1852), directeur des Affaires criminelles et des Grâces au ministère de la Justice de 1824 à 1830, premier auteur des Comptes annuels de la justice criminelle en France, est né au lieu-dit la Rousserie[37].